# Международно-правовой статус Государства Израиль
Государство Израиль было официально учреждено Декларацией независимости Израиля 14 мая 1948 года и было принято в Организацию Объединённых Наций (ООН) в качестве полноправного члена 11 мая 1949 года. По состоянию на декабрь 2020 года оно получило дипломатическое признание от 164 из других 192 государств-членов Организации Объединённых Наций, а также поддерживает двусторонние связи со всеми пятью постоянными членами.
28 государств-членов ООН либо никогда не признавали Израиль, либо отозвали свое признание; другие разорвали дипломатические отношения, явно не отозвав своего признания. Кроме того, многие непризнанные страны поставили под сомнение существование Израиля — преимущественно в мусульманском мире — из—за значительной враждебности, проистекающей из израильско-палестинского конфликта и арабо-израильского конфликта.

## История
14 мая 1948 года Декларация независимости Израиля официально учредила еврейское государство на части бывшего Британского мандата Палестины в соответствии с Планом раздела Организации Объединённых Наций. Лига арабских государств выступала против любого раздела и создания Израиля, а арабская коалиция совместно вторглась на территорию новообразованной страны через день после обретения ею независимости, что вызвало арабо-израильскую войну 1948 года.
После создания Израиля было создано временное правительство Израиля для управления Ишувом; и пока военные операции всё ещё продолжались, оно было быстро признано де-факто Соединёнными Штатами Америки.
Советский Союз был первой страной, признавшей Израиль де-юре 17 мая 1948 года, за ним последовали Никарагуа, Чехословакия, Югославия и Польша. Соединённые Штаты Америки расширили признание де-юре после первых выборов в Израиле, 31 января 1949 года.
К концу 1960-х годов Израиль установил дипломатические отношения почти со всеми странами Европы, Северной Америки, Южной Америки и Африки к югу от Сахары вместе взятыми.
Чтобы оказать дополнительное дипломатическое, экономическое и военное давление на Израиль после арабо-израильской войны 1967 года, нефтедобывающие арабские страны ввели нефтяное эмбарго на страны, имевшие двусторонние отношения с Израилем. В результате многие страны Африки и Азии разорвали свои связи с Израилем. Советский Союз также изменил свою поддержку арабского дела против Израиля в течение этого времени, что привело к тому, что большинство стран Восточного блока разорвали дипломатические отношения в 1967 году; к ним относились сам Советский Союз, а также Чехословакия, Болгария, Венгрия и Польша. Другие страны, находившиеся в советской сфере влияния, такие как Китайская Народная Республика и Монголия, также не устанавливали отношений с Израилем. Дипломатические отношения с этими странами были восстановлены или установлены после распада Советского Союза, и новые страны, получившие независимость после распада Советского Союза, также признали Израиль самостоятельно.
1 сентября 1967 года тогдашние восемь членов Лиги арабских государств приняли Хартумскую резолюцию, которая включала три обязательства, запрещавшие признание, мир и переговоры с Израилем. Однако Египет, Иордания и Мавритания постепенно признали Израиль, хотя Мавритания разорвала связи и отозвала признание в 2010 году. В рамках Авраамовых соглашений 2020 года, Объединённые Арабские Эмираты, Бахрейн, Судан и Марокко установили нормализованные двусторонние отношения с Израилем. Лига арабских государств снова оказала давление после арабо-израильской войны 1973 года, которая вынудила Кубу, Мали и Мальдивы разорвать связи с Израилем. Нигер разорвал двусторонние связи с Израилем во время Второй интифады, а Венесуэла разорвала связи после войны в Газе в 2008—2009 годах.
После признания Израилем «Организации освобождения Палестины» и вступления в переговоры с ней многие африканские, азиатские и арабские страны либо восстановили, либо установили дипломатические отношения с Израилем. Ватикан начал двусторонние отношения с Израилем в 1994 году. Некоторые страны разорвали или приостановили отношения во время Ливанской войны 2006 года и после блокады сектора Газа. Хотя Гвинея разорвала дипломатические отношения с Израилем в 1967 году, широкая поддержка Израиля Гвинее во время её борьбы с эпидемией вируса Эбола привела к восстановлению двусторонних отношений в 2016 году. Никарагуа восстановила отношения в марте 2017 года; Чад сделал то же самое в январе 2019 года. Последней страной, установившей дипломатические отношения с Израилем, был Бутан 12 декабря 2020 года.

## Членство в Организации Объединённых Наций
15 мая 1948 года, через день после обретения независимости, Израиль подал заявку на вступление в Организацию Объединённых Наций (ООН), но Совет Безопасности не принял решения по этой заявке.
Вторая заявка Израиля была отклонена Советом Безопасности 17 декабря 1948 года голосованием 5 к 1 при 5 воздержавшихся. Сирия была единственным голосом против; США, Аргентина, Колумбия, СССР и Украинская ССР проголосовали «за»; а Бельгия, Соединённое Королевство, Канада, Китай и Франция воздержались.
Заявка Израиля была возобновлена в 1949 году после первых выборов в Израиле. В соответствии с резолюцией 69 Совета Безопасности от 4 марта 1949 года Совет Безопасности ООН проголосовал 9 голосами против 1 за членство Израиля, при этом Египет проголосовал против, а Великобритания воздержалась. «За» проголосовали Китай, Франция, США, СССР, Аргентина, Канада, Куба, Норвегия и Украинская ССР.
11 мая 1949 года Генеральная Ассамблея ООН необходимым большинством в две трети из 58 её тогдашних членов одобрила заявку на приём Израиля в ООН резолюцией 273 Генеральной Ассамблеи. Голосование в Генеральной Ассамблее было 37 голосами против 12 при 9 воздержавшихся. За Израиль проголосовали: Аргентина, Австралия, Боливия, Белорусская ССР, Канада, Чили, Китай, Колумбия, Коста-Рика, Куба, Чехословакия, Доминиканская Республика, Эквадор, Франция, Гватемала, Гаити, Гондурас, Исландия, Либерия, Люксембург, Мексика, Нидерланды, Новая Зеландия, Никарагуа, Норвегия, Панама, Парагвай, Перу, Филиппины, Польша, Украинская ССР, Южная Африка, Советский Союз, Соединённые Штаты Америки, Уругвай, Венесуэла и Югославия. Против проголосовали шесть из семи на тот момент членов Лиги арабских государств (Египет, Ирак, Ливан, Саудовская Аравия, Сирия и Йемен), а также Афганистан, Бирма, Эфиопия, Индия, Иран и Пакистан. Воздержались: Бельгия, Бразилия, Греция, Дания, Сальвадор, Сиам, Швеция, Турция и Великобритания. Многие страны, проголосовавшие «за» или воздержавшиеся, уже признали Израиль до голосования в ООН, по крайней мере, де-факто. Из этих стран Куба и Венесуэла с тех пор отозвали признание.

## Нынешняя ситуация
По состоянию на декабрь 2020 года, 165 из 193 от общего числа государств-членов Организации Объединённых Наций (ООН) признают Израиль. 28 государств-членов ООН не признают Израиль: 15 членов Лиги арабских государств (Алжир, Коморские острова, Джибути, Ирак, Кувейт, Ливан, Ливия, Мавритания, Оман, Катар, Саудовская Аравия, Сомали, Сирия, Тунис и Йемен); десять неарабских членов Организации исламского сотрудничества (Афганистан, Бангладеш, Бруней, Индонезия, Иран, Малайзия, Мальдивы, Мали, Нигер и Пакистан); а также Куба, Северная Корея и Венесуэла.
В 2002 году Лига Арабских государств предложила признание Израиля арабскими странами в качестве пути к разрешению израильско-палестинского конфликта в рамках Арабской мирной инициативы. После соглашений Авраама, которые были подписаны в сентябре 2020 года между Израилем, Объединёнными Арабскими Эмиратами и Бахрейном, Палестинская национальная администрация осудила любые арабские соглашения с Израилем как бесчестные, назвав их предательством палестинского дела и ударом по их стремлению к независимому палестинскому государству.
Паспорта некоторых стран недействительны для поездок в Израиль, включая Бангладеш, Бруней, Иран, Ирак и Пакистан. Тринадцать стран не принимают израильские паспорта: Алжир, Бангладеш, Бруней, Иран, Ирак, Кувейт, Ливан, Ливия, Малайзия, Пакистан, Саудовская Аравия, Сирия и Йемен. Некоторые из этих стран также не принимают паспорта других стран, у владельца которых есть израильская виза или штамп на ней. Штамп может быть визовым штампом или штампом о въезде или выезде. Из-за этих проблем иммиграционный контроль Израиля не ставит в паспортах штамп о въездной визе, вместо этого ставя штамп на отдельном вкладыше, который выбрасывается при выезде. Однако штамп другой страны, указывающий на то, что лицо въехало в Израиль, может помешать этим усилиям. Например, если в любом паспорте на пограничном пункте Таба стоит штамп о выезде из Египта, это указывает на то, что лицо въехало в Израиль, и аналогичная ситуация возникает при сухопутном пересечении границы с Иорданией. Некоторые страны также запрещают прямые рейсы в Израиль и обратно. В августе 2020 года Объединённые Арабские Эмираты разрешили прямые рейсы из Израиля, а Саудовская Аравия и Бахрейн разрешили пролёты для таких рейсов. 8 октября 2020 года Израиль и Иордания достигли соглашения, разрешающего полетам через воздушное пространство обеих стран.

## Список по странам

### Государства — члены ООН
|  | Государства, которые никогда официально не признавали Израиль и находятся в состоянии войны с Израилем                                  |
|  | Государства, которые никогда официально не признавали Израиль                                                                           |
|  | Государства, которые отказались от признания, разорвали или приостановили отношения с Израилем и находятся в состоянии войны с Израилем |
|  | Государства, которые отозвали признание, разорвали или приостановили отношения с Израилем                                               |
|  | Государства, признающие Израиль |

|     | Страна                   | Дата признания «де-факто»                  | Дата признания «де-юре» | Примечания |
| --- | ------------------------ | ------------------------------------------ | ----------------------- | --- |
| —   | Афганистан               | —                                          | —                       | Израильские паспорта не принимаются. |
| 1   | Албания                  | —                                          | 16 апреля 1949          | Дипломатические отношения установлены 20 августа 1991 года. |
| —   | Алжир                    | —                                          | —                       | Не принимает Израильские паспорта. |
| 2   | Андорра                  | —                                          | 13 апреля 1994          | |
| 3   | Ангола                   | —                                          | 16 апреля 1992          | |
| 4   | Антигуа и Барбуда        | —                                          | 22 июня 1983            | |
| 5   | Аргентина                | —                                          | 14 февраля 1949         | |
| 6   | Армения                  | —                                          | 4 апреля 1992           | |
| 7   | Австралия                | —                                          | 29 января 1949          | |
| 8   | Австрия                  | 15 марта 1949                              | 8 мая 1956              | До установления дипломатических отношений две страны поддерживали консульские отношения с 1950 года. Дипломатические миссии были повышены до статуса посольств в 1959 году. |
| 9   | Азербайджан              | —                                          | 1992                    | |
| 10  | Багамские Острова        | [когда?]                                   | [когда?]                | |
| 11  | Бахрейн                  | 11 сентября 2020                           | 15 сентября 2020        | 15 сентября 2020 года было подписано соглашение о нормализации отношений. |
| —   | Бангладеш                | —                                          | —                       | Израильские паспорта не принимаются, а бангладешские паспорта недействительны для поездок в Израиль. |
| 12  | Барбадос                 | —                                          | 29 августа 1967         | |
| 13  | Беларусь                 | 11 мая 1949                                | 26 мая 1992             | |
| 14  | Бельгия                  | —                                          | 15 января 1950          | |
| 15  | Белиз                    | —                                          | 6 сентября 1984         | Отношения были разорваны в 2023 году во время «войны Израиля с ХАМАСОМ». |
| 16  | Бенин                    | —                                          | 5 декабря 1961          | Отношения были разорваны в октябре 1973 года и возобновлены в июле 1992 года. |
| 17  | Бутан                    | —                                          | 12 декабря 2020         | |
| 18  | Боливия                  | 22 февраля 1949                            | 24 февраля 1949         | Отношения разорваны в январе 2009 года и восстановлены в ноябре 2019 года. Отношения разорваны в 2023 году во время войны Израиля с ХАМАС. |
| 19  | Босния и Герцеговина     | —                                          | 26 сентября 1997        | |
| 20  | Ботсвана                 | [когда?]                                   | [когда?]                | После войны 1973 года Ботсвана была одной из немногих стран Африки, которая не разорвала отношения с Израилем. |
| 21  | Бразилия                 | —                                          | 7 февраля 1949          | |
| —   | Бруней                   | —                                          | —                       | Израильские паспорта не принимаются, а брунейские паспорта недействительны для поездок в Израиль. |
| 22  | Болгария                 | —                                          | 4 декабря 1948          | Отношения были разорваны 10 июня 1967 года и восстановлены 3 мая 1990 года. |
| 23  | Буркина-Фасо             | —                                          | 5 июля 1961             | Отношения были разорваны в октябре 1973 года и восстановлены в октябре 1993 года. |
| 24  | Бурунди                  | [когда?]                                   | [когда?]                | Отношения были разорваны в мае 1973 года и восстановлены в марте 1995 года. |
| 25  | Камбоджа                 | —                                          | 30 августа 1960         | Камбоджа разорвала отношения в 1975 году; они были восстановлены 5 октября 1993 года. |
| 26  | Камерун                  | —                                          | 15 сентября 1960        | Отношения были разорваны в октябре 1973 года и восстановлены в августе 1986 года. |
| 27  | Канада                   | —                                          | 11 мая 1949             | |
| 28  | Кабо-Верде               | —                                          | 17 июля 1994            | |
| 29  | ЦАР                      | [когда?]                                   | [когда?]                | Отношения были разорваны в октябре 1973 года, но возобновлены в январе 1991 года. |
| 30  | Чад                      | —                                          | 10 января 1961          | Отношения были установлены в 1961 году, но разорваны 28 ноября 1972 года. В 2005 году появились сообщения о взаимном намерении возобновить дипломатические отношения. Отношения были восстановлены 20 января 2019 года. |
| 31  | Чили                     | —                                          | 11 мая 1949             | |
| 32  | Китай                    | —                                          | 24 января 1992          | Китайская Республика признала Израиль де-юре 1 марта 1949 года. Два государства поддерживали дипломатические отношения до признания Израилем Китайской Народной Республики 8 января 1950 года. Однако КНР официально не отвечала взаимностью до окончательного установления дипломатических отношений в 1992 году.                                           |
| —   | Коморы                   | —                                          | —                       | |
| 34  | Коста-Рика               | —                                          | 19 июня 1948            | |
| 35  | Хорватия                 | —                                          | 4 сентября 1997         | |
| —   | Куба                     | 14 января 1949                             | 18 апреля 1949          | Куба разорвала отношения в сентябре 1973 года, и последнее правительство не признаёт этого. |
| 36  | Кипр                     | —                                          | 21 января 1961          | Дипломатические отношения были согласованы 17 августа 1960 года, но окончательное установление было отложено из-за давления арабских стран. |
| 37  | Чехия                    | —                                          | 18 мая 1948             | Признание распространялось и на Чехословакию. Отношения с Чехословакией были разорваны в период с июня 1967 по февраль 1990 года. Дипломатические отношения с Чешской Республикой были установлены 1 января 1993 года. |
| 38  | ДР Конго                 | —                                          | 26 июня 1960            | Отношения были разорваны 4 октября 1973 года и восстановлены 13 мая 1982 года. |
| 39  | Дания                    | 2 февраля 1949                             | 12 июля 1950            | |
| —   | Джибути                  | —                                          | —                       | |
| 40  | Доминика                 | —                                          | январь 1978             | |
| 41  | Доминиканская Республика | —                                          | 29 декабря 1948         | |
| 42  | Восточный Тимор          | —                                          | 29 августа 2002         | |
| 43  | Эквадор                  | —                                          | 2 февраля 1949          | |
| 44  | Египет                   | 19 ноября 1977                             | 26 марта 1979           | Подписавший Хартумскую резолюцию. Позже стал первым арабским государством, признавшим Израиль, подписав египетско-израильский мирный договор. |
| 45  | Сальвадор                | —                                          | 11 сентября 1948        | |
| 46  | Экваториальная Гвинея    | [когда?]                                   | [когда?]                | Отношения были разорваны в октябре 1973 года и возобновлены в январе 1994 года. |
| 47  | Эритрея                  | —                                          | 6 мая 1993              | |
| 48  | Эстония                  | —                                          | 9 января 1992           | |
| 49  | Эсватини                 | —                                          | сентябрь 1968           | |
| 50  | Эфиопия                  | —                                          | 24 октября 1961         | До признания де-юре Эфиопия поддерживала консульские отношения с Израилем с 1956 года. Отношения были разорваны в октябре 1973 года, и возобновлены в ноябре 1989 года. |
| 51  | Микронезия               | —                                          | 23 ноября 1988          | |
| 52  | Фиджи                    | —                                          | август 1970             | |
| 53  | Финляндия                | 11 июня 1948                               | 18 марта 1949           | |
| 54  | Франция                  | —                                          | 24 января 1949          | |
| 55  | Габон                    | —                                          | 29 сентября 1993        | Отношения были разорваны в октябре 1973 года и возобновлены в сентябре 1993 года. |
| 56  | Гамбия                   | —                                          | [когда?]                | Отношения были разорваны в октябре 1973 года и возобновлены в сентябре 1992 года |
| 57  | Грузия                   | —                                          | 1 июня 1992             | |
| 58  | Германия                 | 10 сентября 1952 (и ГДР до 3 октября 1990) | 12 мая 1965             | До установления дипломатических отношений Германия подписала соглашение о возмещении ущерба Израилю. За всё время своего существования Восточная Германия никогда не поддерживала дипломатических отношений с Израилем. |
| 59  | Гана                     | —                                          | [когда?]                | Отношения были разорваны в октябре 1973 года и возобновлены в августе 1994 года. |
| 60  | Греция                   | 15 марта 1949                              | 21 мая 1990             | |
| 61  | Гренада                  | —                                          | январь 1975             | |
| 62  | Гватемала                | —                                          | 19 мая 1948             | |
| 63  | Гвинея                   | —                                          | [когда?]                | Гвинея разорвала дипломатические отношения с Израилем 12 июня 1967 года и восстановила их 20 июля 2016 года. |
| 64  | Гвинея-Бисау             | —                                          | март 1994               | |
| 65  | Гайана                   | —                                          | [когда?]                | Гайана разорвала отношения в марте 1974 года, а восстановила их в марте 1992 года. |
| 66  | Гаити                    | 26 февраля 1949                            | январь 1950             | |
| 67  | Гондурас                 | 11 сентября 1948                           | 8 ноября 1948           | |
| 68  | Венгрия                  | 24 мая 1948                                | 1 июня 1948             | Отношения были разорваны в 1967 году и восстановлены 19 сентября 1989 года. |
| 69  | Исландия                 | 11 февраля 1949                            | [когда?]                | |
| 70  | Индия                    | —                                          | 17 сентября 1950        | |
| —   | Индонезия                | —                                          | —                       | Жители Израиля могут путешествовать в Индонезию только по приглашению Департамента иммиграции Индонезии. Въехать в Индонезию можно только через аэропорты в Денпасаре, Джакарте и Сурабае. |
| —   | Иран                     | 6 марта 1950                               | —                       | Иран проголосовал против Плана раздела ООН и проголосовал против приёма Израиля в члены ООН. Правительство Ирана воздержалось от признания Израиля де-юре, несмотря на признание де-факто. Отношения разорваны 18 февраля 1979 года. Не принимает израильские паспорта, а владельцы иранских паспортов «не имеют права выезжать в оккупированную Палестину». |
| —   | Ирак                     | —                                          | —                       | Израильские паспорта не принимаются, за исключением Иракского Курдистана, где пассажирам требуется виза без письма с подписью и печатью, выданного Министерством внутренних дел регионального правительства Курдистана, при прибытии в Эрбиль (EBL) и Сулейманию (ISU). Иракские паспорта недействительны для поездок в Израиль.                             |
| 71  | Ирландия                 | 12 февраля 1949                            | май 1963                | |
| 72  | Италия                   | 8 февраля 1949                             | 19 января 1950          | |
| 73  | Кот-д’Ивуар              | 15 февраля 1961                            | 24 мая 1961             | До установления дипломатических отношений Кот-д’Ивуар и Израиль поддерживали торговые отношения с 15 февраля 1961 года. Отношения были разорваны в ноябре 1973 года и возобновлены в феврале 1986 года. |
| 74  | Ямайка                   | январь 1962                                | —                       | |
| 75  | Япония                   | —                                          | 15 мая 1952             | |
| 76  | Иордания                 | —                                          | 26 октября 1994         | Иордания подписала Хартумскую резолюцию. Признала Израиль в израильско-иорданском мирном договоре. |
| 77  | Казахстан                | —                                          | 10 апреля 1992          | |
| 78  | Кения                    | —                                          | декабрь 1963            | Разорванные отношения в ноябре 1973 года, возобновились в декабре 1988 года. |
| 79  | Кирибати                 | —                                          | 21 мая 1984             | |
| —   | Кувейт                   | —                                          | —                       | Израильские паспорта не принимаются. |
| 80  | Кыргызстан               | —                                          | март 1992               | |
| 81  | Лаос                     | —                                          | февраль 1957            | Лаос разорвал отношения в 1973 году и восстановил их 6 декабря 1993 года. |
| 82  | Латвия                   | —                                          | 6 января 1992           | |
| —   | Ливан                    | —                                          | —                       | Израильские паспорта не принимаются. Владельцам паспортов, содержащих какие-либо израильские визы или штампы, будет отказано во въезде. |
| 83  | Лесото                   | —                                          | [когда?]                | |
| 84  | Либерия                  | 11 февраля 1949                            | [когда?]                | Отношения были разорваны в ноябре 1973 года и возобновлены в августе 1983 года. |
| —   | Ливия                    | —                                          | —                       | Не принимает израильские паспорта. |
| 85  | Лихтенштейн              | —                                          | январь 1992             | |
| 86  | Литва                    | —                                          | 8 января 1992           | |
| 87  | Люксембург               | 11 мая 1949                                | 16 января 1950          | |
| 88  | Мадагаскар               | —                                          | [когда?]                | Отношения были разорваны в октябре 1973 года и возобновлены в январе 1994 года. |
| 89  | Малави                   | —                                          | июль 1964               | |
| —   | Малайзия                 | —                                          | —                       | Не допускает владельцев израильских паспортов без письменного разрешения правительства. Паспорта Малайзии недействительны для поездок в Израиль без разрешения правительства. |
| —   | Мальдивы                 | —                                          | 29 октября 1965         | Дипломатические отношения были приостановлены в 1974 году. Соглашения о сотрудничестве в 2009 году не переросли в полноценные дипломатические отношения и были расторгнуты в 2014 году. |
| —   | Мали                     | —                                          | [когда?]                | Дипломатические отношения были разорваны 5 января 1973 года. |
| 90  | Мальта                   | январь 1965                                | декабрь 1965            | |
| 91  | Маршалловы Острова       | —                                          | 16 сентября 1987        | |
| —   | Мавритания               | —                                          | 28 октября 1999         | Дипломатические отношения приостановлены 6 марта 2009 года, а разорваны 21 марта 2010 года. |
| 92  | Маврикий                 | —                                          | [когда?]                | Дипломатические отношения были разорваны в июле 1976 года, восстановлены в сентябре 1993 года. |
| 93  | Мексика                  | 11 мая 1949                                | 4 апреля 1952           | |
| 94  | Молдова                  | —                                          | 22 июня 1992            | |
| 95  | Монако                   | —                                          | январь 1964             | |
| 96  | Монголия                 | —                                          | 2 октября 1991          | |
| 97  | Черногория               | —                                          | 12 июля 2006            | |
| 98  | Марокко                  | 1 сентября 1994                            | 10 декабря 2020         | Марокко закрыло израильский офис и приостановило отношения в октябре 2000 года. 10 декабря 2020 года было объявлено о соглашении о нормализации отношений. |
| 99  | Мозамбик                 | —                                          | 23 июля 1993            | |
| 100 | Мьянма                   | —                                          | 13 июля 1953            | |
| 101 | Намибия                  | —                                          | 11 февраля 1994         | |
| 102 | Науру                    | —                                          | декабрь 1994            | |
| 103 | Непал                    | —                                          | 1 июня 1960             | Непал — первая страна Южной Азии, установившая дипломатические отношения с Израилем. |
| 104 | Нидерланды               | 11 мая 1949                                | 16 января 1950          | |
| 105 | Новая Зеландия           | 29 января 1949                             | 28 июля 1950            | |
| 106 | Никарагуа                | —                                          | 18 мая 1948             | Дипломатические отношения приостановлены в июне 2010 года и восстановлены в марте 2017 года. |
| —   | Нигер                    | —                                          | —                       | Отношения разорваны 4 января 1973 года. |
| 107 | Нигерия                  | 1960                                       | [когда?]                | Отношения, разорванные в октябре 1973 года, были восстановлены в мае 1992 года. |
| —   | КНДР                     | —                                          | —                       | Северная Корея и Израиль провели переговоры в 1993 году, но переговоры были остановлены под давлением США. |
| 108 | Северная Македония       | —                                          | 7 декабря 1995          | |
| 109 | Норвегия                 | [когда?]                                   | 4 февраля 1949          | |
| —   | Оман                     | январь 1996                                | —                       | Определённая степень отношений установлена в январе 1996 года. В октябре 2000 года был закрыт израильский офис и приостановлены отношения. Принимает израильские паспорта только для транзита, не принимает для въезда. |
| —   | Пакистан                 | —                                          | —                       | Израильские паспорта не принимаются, а пакистанские паспорта недействительны для поездки в Израиль. |
| 110 | Палау                    | —                                          | 2 октября 1994          | |
| 111 | Панама                   | —                                          | 19 июня 1948            | |
| 112 | Папуа — Новая Гвинея     | —                                          | 1978                    | |
| 113 | Парагвай                 | 6 сентября 1948                            | 7 сентября 1948         | |
| 114 | Перу                     | —                                          | 9 февраля 1949          | |
| 115 | Филиппины                | 11 мая 1949                                | 13 мая 1957             | |
| 116 | Польша                   | —                                          | 18 мая 1948             | Отношения были разорваны в 1967 году, восстановлены в феврале 1990 года. |
| 117 | Португалия               | 12 мая 1977                                | [когда?]                | |
| —   | Катар                    | апрель 1996                                | —                       | В апреле 1996 года Катар и Израиль договорились обменяться торговыми представительствами. Торговые представительства были закрыты в феврале 2009 года. Паспорта, выданные Израилем, в Катаре запрещены. Единственный раз, когда Израилю было разрешено — во время чемпионата мира по футболу 2022 года.                                                      |
| 118 | Республика Конго         | —                                          | 9 ноября 1960           | Конго разорвало отношения 31 декабря 1972 года, возобновило их в августе 1991 года. |
| 119 | Румыния                  | 11 июня 1948                               | 12 июня 1948            | |
| 120 | Россия                   | —                                          | 17 мая 1948             | Советский Союз — первая страна, де-юре признавшая Израиль. Отношения, разорванные в 1967 году, были восстановлены 19 октября 1991 года. |
| 121 | Руанда                   | —                                          | [когда?]                | Отношения разорваны в октябре 1973 года, и восстановлены в октябре 1994 года. |
| 122 | Сент-Китс и Невис        | —                                          | январь 1984             | |
| 123 | Сент-Люсия               | —                                          | январь 1979             | |
| 124 | Сент-Винсент и Гренадины | —                                          | январь 1981             | |
| 125 | Самоа                    | —                                          | июнь 1977               | |
| 126 | Сан-Марино               | —                                          | 1 марта 1995            | |
| 127 | Сан-Томе и Принсипи      | —                                          | ноябрь 1993             | |
| —   | Саудовская Аравия        | —                                          | —                       | Не принимает израильские паспорта. |
| 128 | Сенегал                  | 1960                                       | —                       | Отношения были разорваны в октябре 1973 года, и возобновлены в августе 1994 года. |
| 129 | Сербия                   | —                                          | 31 января 1992          | Дата установления дипломатических отношений. |
| 130 | Сейшельские Острова      | —                                          | сентябрь 1992           | |
| 131 | Сьерра-Леоне             | —                                          | [когда?]                | Отношения были разорваны в октябре 1973 года, и возобновлены в мае 1992 года. |
| 132 | Сингапур                 | —                                          | 11 мая 1969             | |
| 133 | Словакия                 | —                                          | 18 мая 1948             | Признание распространилось на Чехословакию. Отношения с Чехословакией были разорваны в период с июня 1967 по февраль 1990 года. Дипломатические отношения со Словакией были установлены 1 января 1993 года. |
| 134 | Словения                 | —                                          | 28 апреля 1992          | |
| 135 | Соломоновы Острова       | —                                          | январь 1989             | |
| —   | Сомали                   | —                                          | —                       | |
| 136 | ЮАР                      | 24 мая 1948                                | 14 мая 1949             | |
| 137 | Республика Корея         | —                                          | 10 апреля 1962          | |
| 138 | Южный Судан              | —                                          | 28 июля 2011            | Указанная дата — это дата установления полных дипломатических отношений. |
| 139 | Испания                  | 17 января 1986                             | [когда?]                | |
| 140 | Шри-Ланка                | 16 сентября 1950                           | [когда?]                | |
| 141 | Судан                    | 23 октября 2020                            | —                       | 23 октября 2020 года было подписано соглашение о нормализации отношений. |
| 142 | Суринам                  | —                                          | февраль 1976            | |
| 143 | Швеция                   | 15 февраля 1949                            | 13 июня 1950            | |
| 144 | Швейцария                | 28 января 1949                             | 18 марта 1949           | |
| —   | Сирия                    | —                                          | —                       | Израильские паспорта не принимаются. |
| 145 | Таджикистан              | —                                          | апрель 1992             | |
| 146 | Танзания                 | —                                          | [когда?]                | Отношения были разорваны в октябре 1973 года и возобновлены в феврале 1995 года. |
| 147 | Таиланд                  | 26 сентября 1950                           | [когда?]                | |
| 148 | Того                     | —                                          | [когда?]                | Отношения были разорваны в сентябре 1973 года и восстановлены в июне 1987 года. |
| 149 | Тонга                    | —                                          | июнь 1977               | |
| 150 | Тринидад и Тобаго        | август 1962                                | —                       | |
| —   | Тунис                    | 3 октября 1994                             | —                       | Совместное заявление об установлении отношений было сделано в январе 1996 года. В октябре 2000 года было закрыто израильское представительство и приостановлены отношения. |
| 151 | Турция                   | 28 марта 1949                              | 12 марта 1950           | В сентябре 2011 года Турция понизила уровень связей с Израилем до уровня второго секретаря и полностью восстановила дипломатические отношения в июне 2016 года. |
| 151 | Туркменистан             | —                                          | 6 октября 1993          | |
| 153 | Тувалу                   | —                                          | июль 1984               | |
| 154 | Уганда                   | —                                          | [когда?]                | Отношения были разорваны 30 марта 1972 года и восстановлены в июле 1994 года. |
| 155 | Украина                  | 11 мая 1949                                | 26 декабря 1991         | |
| 156 | ОАЭ                      | 13 августа 2020                            | 15 сентября 2020        | 15 сентября 2020 года было подписано соглашение о нормализации отношений. |
| 157 | Великобритания           | 13 мая 1949                                | 28 апреля 1950          | |
| 158 | США                      | 14 мая 1948                                | 31 января 1949          | |
| 159 | Уругвай                  | —                                          | 19 мая 1948             | Уругвай — первая латиноамериканская страна, признавшая Израиль. |
| 160 | Узбекистан               | —                                          | 21 февраля 1992         | |
| 161 | Вануату                  | —                                          | 16 декабря 1993         | |
| —   | Венесуэла                | —                                          | 27 июня 1948            | Отношения были разорваны в январе 2009 года. |
| 162 | Вьетнам                  | —                                          | 12 июля 1993            | |
| —   | Йемен                    | —                                          | —                       | Израильские паспорта не принимаются. |
| 163 | Замбия                   | —                                          | [когда?]                | Отношения были разорваны в октябре 1973 года и возобновлены в декабре 1991 года. |
| 164 | Зимбабве                 | —                                          | 26 ноября 1993          | |

### Государства, не являющиеся членами ООН и частично признанные государства
| Страна       | Дата признания  | Примечания |
| ------------ | --------------- | --- |
| Острова Кука | 2008            | |
| Ватикан      | 15 июня 1994    | |
| Косово       | 4 сентября 2020 | Косово признало Израиль в рамках соглашений о нормализации экономики Косово и Сербии в 2020 году. Дипломатические отношения установлены 1 февраля 2021 года. |
| Ниуэ         | 2008            | |
| Палестина    | 1993            | Палестина подписала Хартумскую резолюцию. Признала Израиль частью Соглашения Осло I.                                                                         |